# Лычук, Юстин Тодорович
Юсти́н Тодо́рович Лычу́к (1901—1985) — председатель колхоза «Первое Мая» Ивано-Франковской области Украинской ССР, дважды Герой Социалистического Труда (1961, 1977).

## Биография
Родился 14 (27) октября 1901 года в селе Стецева Снятинского уезда Королевства Галиция и Лодомерия в составе Австро-Венгрии.
В их семье было 8 человек. Отец, Т. М. Лычук, в поисках лучшей доли уезжал в Канаду, оттуда в Аргентину, но вернулся домой.
Весной 1940 года 65 семей бедняков и середняков села Стецев объединились в колхоз «Первое Мая» («Перше травня»), председателем которого выбрали Ю. Т. Лычука.
Во время Великой Отечественной войны село было оккупировано немцами. Только в сентябре 1945 года была восстановлена деятельность колхоза, который на то время объединил 54 сельских хозяйства и имел 350 га земли.
Со временем Ю. Т. Лычук вывел село Стецев в лучшее по области, а колхоз стал дважды миллионером. Высоким званием Героя Социалистического Труда была награждена звеньевая колхоза — М. В. Заренчук.
Избирался депутатом Совета Национальностей Верховного Совета СССР от Украинской ССР восьми созывов.
Умер в 1985 году.

## Награды
Награждён четырьмя орденами Ленина, орденами Октябрьской Революции, Трудового Красного Знамени, медалями.

## Память
Ю. Т. Лычук — участник нескольких документальных фильмов «Укркинохроники» (№ 1204, 1208, 1379, 1684). (укр.)
На родине Героя, в селе Стецева Снятинского района Ивано-Франковской области, возле сельсовета, был установлен бюст Ю. Т. Лычука. Местные националисты в ночное время варварски, с помощью трактора, сняли с гранитного пьедестала монументальный бронзовый бюст Ю. Т. Личука.
В 1992 году колхоз «Первое Мая» районная власть переименовала в колхоз «Галичина».